# Terese Cristiansson
Terese Sofia Cristiansson, född 22 november 1974 i Hammenhög, är en svensk journalist och författare.
Terese Cristiansson inledde sin karriär på Kristianstadsbladet och gick senare över till  Expressen som krimreporter. Sedan 2006 är hon frilans och utrikeskorrespondent. Hon bodde i Kabul, Afghanistan 2010–2012. 2012–2014 bodde hon i Nairobi. Idag[när?] har hon sin bas i Istanbul, Turkiet. Cristiansson arbetar framförallt för Expressen men även TV4 Media, Fokus, Di Weekend och norska Dagbladet. 2014 tilldelades hon Frilanspriset, 2015 fick hon Wendelapriset - för ett reportage om en drönskadad afghansk flicka - och 2016 tilldelades hon Nils Horner-priset "För att hon med mod och medkänsla tar oss med in i slutna sfärer och med stor kunskap rapporterar om vår tids ödesfrågor."
I juni 2014 sände TV4 säsong 1 av dokumentärserien Korrarna där Terese Cristiansson var en av fem medverkande utrikeskorrespondenter. 25 juni 2015 var hon värd för radioprogrammet Sommar i P1 och hon deltog som en av fem av sommarpratare i Sveriges Televisions program Sommarpratarna den 20 december 2015. Lyssnarna röstade sedan fram henne som en av årets vinterpratare. Vinter i P1 sändes den 26 december 2015.